# Bembidion tritum
Bembidion tritum är en skalbaggsart som beskrevs av Thomas Casey. Bembidion tritum ingår i släktet Bembidion och familjen jordlöpare. Inga underarter finns listade i Catalogue of Life.